# Schefflera heterophylla
Schefflera heterophylla är en araliaväxtart som först beskrevs av Nathaniel Wallich och George Don jr, och fick sitt nu gällande namn av Hermann August Theodor Harms. Schefflera heterophylla ingår i släktet Schefflera och familjen araliaväxter.

## Underarter
Arten delas in i följande underarter:
- S. h. biternata
- S. h. heterophylla